# Thelotrema pruinosum
Thelotrema pruinosum är en lavart som beskrevs av Clemente 1867. Thelotrema pruinosum ingår i släktet Thelotrema och familjen Thelotremataceae.   Inga underarter finns listade i Catalogue of Life.